# Coupe Zentropa
La Coupe Zentropa est une édition non officielle de la Coupe Mitropa. Elle est disputée par quatre clubs provenant de trois pays européens.
La compétition est remportée par le Rapid Vienne, qui bat en finale le Wacker AC, sur le score de 3 buts à 2.

## Compétition
Tous les tours se déroulent en match unique.
Les quatre équipes participantes sont :
- le Rapid Vienne (Autriche) ;
- le Wacker AC (Autriche) ;
- la SS Lazio (Italie) ;
- le Dinamo Zagreb (Yougoslavie).

### Tableau final
|  | Demi-finales      | Demi-finales      |              |   | Finale            | Finale            |
|  | Demi-finales      | Demi-finales      |              |   | Finale            | Finale            |
|  |                   |                   |              |   |                   |                   |
|  | 3 juillet, Vienne | 3 juillet, Vienne |              |   | 5 juillet, Vienne | 5 juillet, Vienne |
|  | 3 juillet, Vienne | 3 juillet, Vienne |              |   | 5 juillet, Vienne | 5 juillet, Vienne |
|  | Rapid Vienne      | 5                 |              |   | 5 juillet, Vienne | 5 juillet, Vienne |
|  | Rapid Vienne      | 5                 |              |   | 5 juillet, Vienne | 5 juillet, Vienne |
|  | SS Lazio          | 0                 |              |   | 5 juillet, Vienne | 5 juillet, Vienne |
|  | SS Lazio          | 0                 | Rapid Vienne | 3 |                   |                   |
|  | 3 juillet, Vienne |                   | Rapid Vienne | 3 |                   |                   |
|  |                   | Wacker AC         | 2            |   |                   |                   |
|  | Wacker AC         | Wacker AC         | 2            | 4 |                   |                   |
|  | Wacker AC         |                   |              | 4 |                   |                   |
|  | Dinamo Zagreb     | 1                 |              |   |                   |                   |
|  | Dinamo Zagreb     | 1                 | 3e place     |   |                   |                   |
|  |                   |                   |              |   |                   |                   |
|  | 5 juillet, Vienne |                   |              |   |                   |                   |
|  |                   |                   |              |   |                   |                   |
|  | Dinamo Zagreb     | 2                 |              |   |                   |                   |
|  | Dinamo Zagreb     | 2                 |              |   |                   |                   |
|  | SS Lazio          | 0                 |              |   |                   |                   |
|  | SS Lazio          | 0                 |              |   |                   |                   |

### Demi-finales
| Équipe 1     | Résultat | Équipe 2      |
| ------------ | -------- | ------------- |
| Rapid Vienne | 5 - 0    | SS Lazio      |
| Wacker AC    | 4 - 1    | Dinamo Zagreb |

### Match pour la troisième place
| Équipe 1      | Résultat | Équipe 2 |
| ------------- | -------- | -------- |
| Dinamo Zagreb | 2 - 0    | SS Lazio |

### Finale
| Équipe 1     | Résultat | Équipe 2  |
| ------------ | -------- | --------- |
| Rapid Vienne | 3 - 2    | Wacker AC |